# Borolia oaxacana
Borolia oaxacana là một loài bướm đêm trong họ Noctuidae.